# Emilíana Torrini
Emilíana Torrini Davíðsdóttir (Kópavogur, 16 de mayo de 1977) es una cantante islandesa. 
Se dio a conocer mundialmente con su álbum Love in the Time of Science y con su interpretación de «Gollum's Song» en la banda sonora de El Señor de los Anillos: las dos torres.

## Infancia
Su padre es italiano y su madre islandesa, y Emilíana creció en Islandia. Allí su padre opera un reconocido restaurante de comida italiana, de su propiedad. Emilíana creció en la ciudad de Kópavogur, lugar en donde se unió (a la edad de 7 años) a un coro, cantando como soprano. Allí permaneció hasta que entró a una institución de ópera a la edad de 15 años. En 1994 se dio a conocer en Islandia tras ganar a los 17 años la Söngkeppni framhaldsskólanna, un concurso de canciones entre colleges, cantando «I Will Survive» («Sobreviviré», de la cantante estadounidense Gloria Gaynor).

## Ámbito musical

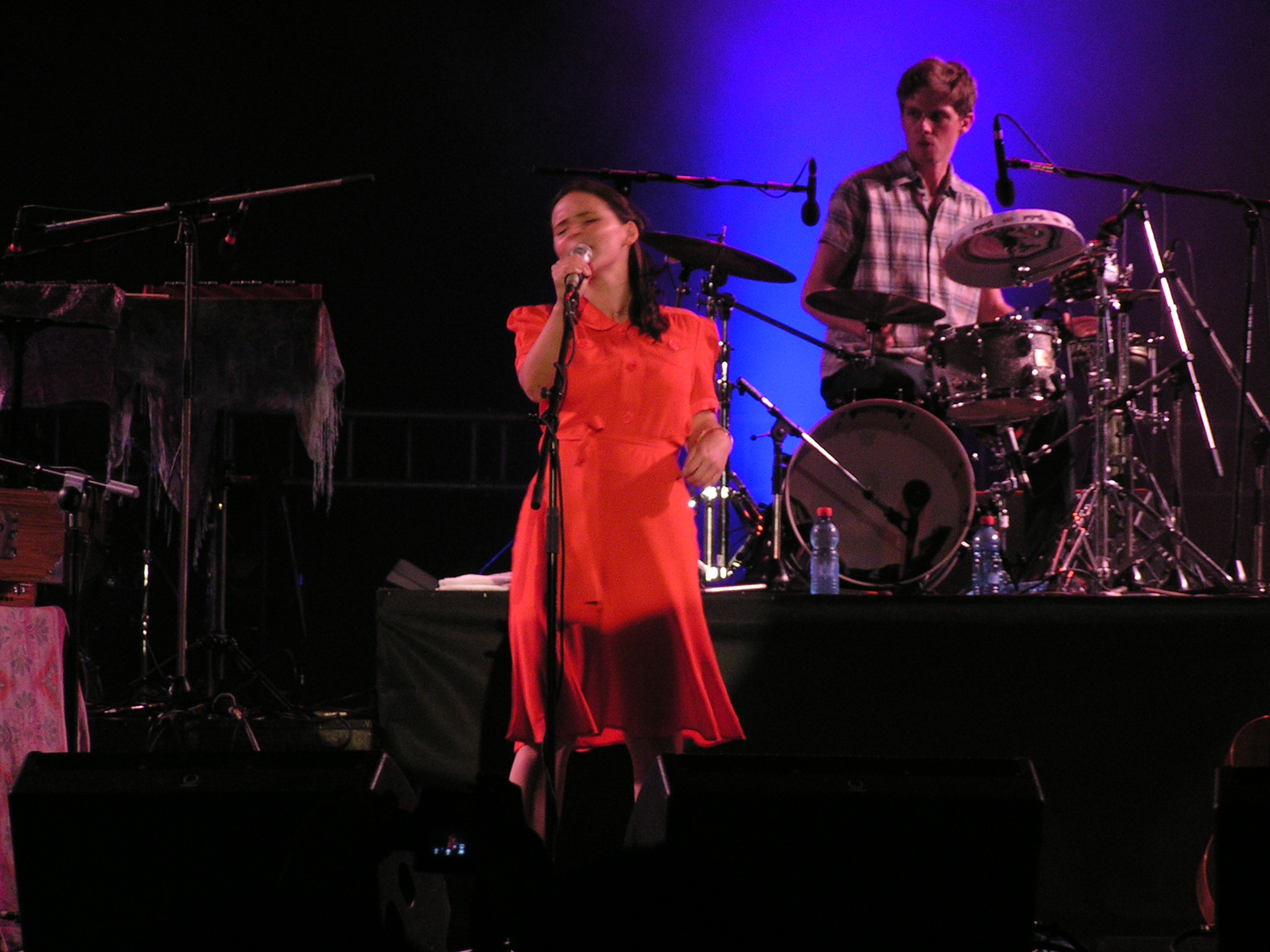
Emiliana Torrirni en el Festival Orange Music Experience, 2005

Entre los años 1994 y 1996 Emilíana lanzó en Islandia tres álbumes: Spoon (con una banda del mismo nombre), Crouçie d'où là, y Merman.
Empezó a ganar fama mundial en 1999 con Love in the Time of Science (producido por Roland Orzábal, de Tears for Fears); y la confirmó con su grabación de la canción «Gollum's Song», el tema final de la película de Peter Jackson El Señor de los Anillos: las dos torres. Su compatriota Björk, propuesta inicialmente para esta interpretación, no pudo grabarla por su estado de embarazo.
En 2005 lanzó el álbum Fisherman's Woman, en el que se encuentran los sencillos «Sunny Road» y «Heartstopper». En 2006, Torrini estuvo nominada en cuatro categorías a los Icelandic Music Awards llevados a cabo en la capital islandesa, Reikiavik: Álbum pop del año, Canción del año (por «Sunny Road»), Cantante del año y Video del año (también por «Sunny Road», dirigido por Ali Taylor). Ganó todos excepto Canción del año.
Su álbum Me and Armini, que se diferencia de sus anteriores producciones, por su orientación pop, fue publicado el 5 de septiembre del 2008 por Rough Trade Records. La canción «Jungle Drum» de ese álbum, que fue publicada en marzo de 2009 en Alemania, después de que fuera presentada en la serie final de Germany's Next Topmodel, sirvió para que fuera catapultada en las listas alemanas: tan solo un día después llegó al puesto número 1 de las iTunes-Charts y poco tiempo después tomó el puesto número 2 en las compras por Internet y el puesto número 1 cuando fue publicado su disco.

## Discografía

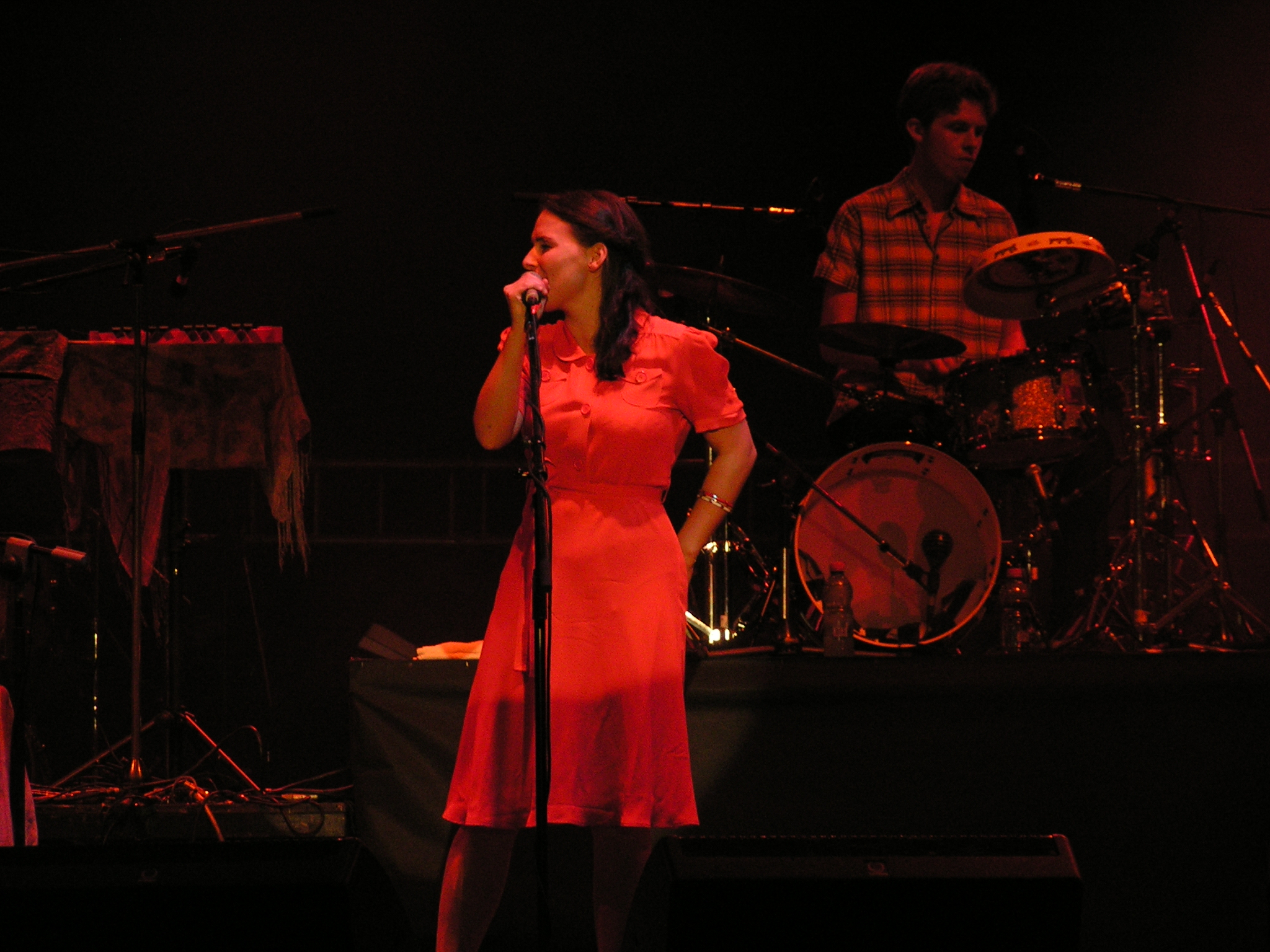
Emilíana Torrini en el Orange Music Experience Festival, durante la gira de su disco Fisherman's Woman. Haifa (Israel), 28 de junio de 2005.

### Álbumes
- 1994: Spoon (publicado sólo en Islandia)
- 1995: Crouçie d'où là (publicado sólo en Islandia)
- 1996: Merman (publicado sólo en Islandia)
- 1999: Love in the Time of Science
- 2000: Rarities (promo)
- 2005: Fisherman's Woman Reino Unido #94[1]
- 2008: Me and Armini Reino Unido #96[2]
- 2013: Tookah

### EP
- 2009: - Me and Armini EP

### Sencillos
- 1999: «Dead Things»
- 1999: «Baby Blue»
- 1999: «To Be Free» Reino Unido #44[3]
- 2000: «Easy» Reino Unido #63[3]
- 2000: «Unemployed in Summertime» Reino Unido #63[3]
- 2004: «Lifesaver»
- 2005: «Sunny Road»
- 2005: «Heartstopper»
- 2008: «Me and Armini»
- 2008: «Big Jumps»
- 2009: «Jungle Drum» Austria #1, Bélgica (Flandes) #1, Europa #1, Alemania #1, Islandia #1, Finlandia #5, Suiza #14, Países Bajos #57, Australia #84
- 2013: «Speed of Dark»

### Colaboraciones
- 1995: «Bömpaðu baby bömpaðu» (Partý, voz con Fjallkonan)[4]
- 1995: «Vanishing» (Volume Fifteen, voz con LHOOQ)
- 1996: «7-Up Days» (Fousque, voz con Slowblow)
- ¿1996?: «Flirt» (voz con Slowblow)
- 1997: «Asking for Love» (Asking for Love, voz con Jóhann G. Jóhannsson)[5]
- 1997: «Is Jesus Your Pal?» (Polydistortion, voz con GusGus)
- 1997: «Why?» (Polydistortion, voz con GusGus)
- 1999: «Come Out» (Hi-Camp Meets Lo-Fi, voz con Dip)
- 2001: «101 Reykjavík Theme» (Banda sonora de 101 Reykjavík, remix)
- 2002: «Absolutely No Point in Anything Anymore» (Sexy Horses, voz con Cheapglue)[6]
- 2002: «Hold Your Hand» (Bunkka, voz con Paul Oakenfold)
- 2002: «Weebles Fall» (Nommo, voz con Slovo)[7]
- 2002: «Heaven's Gonna Burn Your Eyes» (The Richest Man in Babylon, voz con Thievery Corporation)
- 2002: «Until the Morning» (The Richest Man in Babylon, voz con Thievery Corporation)
- 2002: «Gollum's Song» (Banda sonora de El Señor de los Anillos: las dos torres, voz)
- 2003: «Slow» (Body Language, coescritora con Kylie Minogue)
- 2003: «Someday» (Body Language, coescritora con Kylie Minogue)

### Canciones en compilaciones
- 1994: «Frank Mills» (Hárið)
- 1996: «Candy Man» (Sprelllifandi)
- 1996: «Lay Down» (Stone Free, versión de «Lay Down (Candles in the Rain)» de Melanie Safka)
- 1996: «Ruby Tuesday» (Stone Free, versión de «Ruby Tuesday» de The Rolling Stones)
- 1996: «White Rabbit» (Stone Free, versión de «White Rabbit» de Jefferson Airplane)
- 1996: «Sounds of Silence» (Stone Free, versión de «The Sounds of Silence» de Simon and Garfunkel)
- 1997: «Heaven Knows» (Veðmálið, con Björn Jörundur)
- 1997: «Io e te» (Veðmálið)
- 1997: «Leigubíll» (Veðmálið, con Kanada)
- 1997: «Perlur og svín» (Veðmálið)
- 1997: «Tvær stjörnur» (Megasarlög)